# Peter Williams (Musikwissenschaftler)
Peter Williams (* 14. Mai 1937 in Wolverhampton; † 20. März 2016) war ein britischer Musikwissenschaftler, Cembalist, Organist und Professor an der University of Edinburgh. Williams gilt als einer der führenden Bach- und Orgelforscher.

## Leben und Wirken
Peter Fredric Williams wuchs in einer methodistischen Familie auf und wechselte in die Church of England, als er in St Leonard’s, Bilston, Chorknabe wurde. Am St John’s College (Cambridge) machte er 1958 seinen Bachelor of Arts, ein Jahr später den Bachelor of Music und 1962 den Master of Arts. Er vertiefte seine Studien bei Gustav Leonhardt. Im Jahr 1963 wurde er in Cambridge über eine Arbeit über die englische Kirchenorgel des 18. Jahrhunderts promoviert. Bereits 1962 war er Fakultätsmitglied der Universität Edinburgh, wo er 1972 Reader wurde und 1982 den ersten Lehrstuhl für Aufführungspraxis erhielt. Seit 1968 leitete er die Russell Collection of Early Keyboard Instruments. An der Duke University in North Carolina hatte er von 1985 bis 1997 eine Gastprofessur inne.
Williams ist durch zahlreiche Publikationen über die Orgel und über Leben und Werk von Johann Sebastian Bach hervorgetreten. Als eigenständiger Forscher wich er nicht selten von der Mehrheitsmeinung ab. Bekannt wurde seine These, dass die berühmte Toccata und Fuge d-Moll BWV 565 eine Orgelbearbeitung einer Violinkomposition sei, nicht von Bach stamme und ursprünglich nicht in d-moll komponiert wurde. Williams verschaffte der historischen Aufführungspraxis eine wissenschaftliche Fundierung. Zugleich war er praktizierender Organist und Cembalist sowie Herausgeber von Händels und Bachs Klavierwerken.
Williams war seit 1982 mit Rosemary Seymour verheiratet und hatte mit ihr zwei Söhne und eine Tochter sowie einen Sohn aus erster Ehe. Er erlag am Vorabend von Bachs Geburtstag einer myeloischen Leukämie, nachdem er stundenlang die Druckfahnen seines letzten Bach-Buches Korrektur gelesen hatte.

## Schriften
- The European Organ, 1450–1850. Indiana University Press, Bloomington 1978, ISBN 0-253-32083-6.
- A New History of the Organ from the Greeks to the Present Day. Indiana University Press, Bloomington 1979, ISBN 0-253-15704-8.
- BWV565: A Toccata in D minor for Organ by J.S. Bach? In: Early Music. Vol. 9, Nr. 3, 1981, S. 330–337.
- Organ. Macmillan, London 1988, ISBN 0-333-44446-9.
- The Organ in Western Culture, 750–1250. Cambridge University Press, Cambridge 1993, ISBN 0-521-41843-7.
- The Chromatic Fourth During Four Centuries of Music. Clarendon Press, Oxford; Oxford University Press, New York 1997, ISBN 0-19-816563-3.
- Johann Sebastian Bachs Orgelwerke. Teil 1: Präludien, Toccaten, Fantasien, Fugen, Sonaten, Concerti und Einzelwerke. Schott, Mainz/London u. a., 1996, ISBN 3-7957-1853-8.
- Johann Sebastian Bachs Orgelwerke. Teil 2: Choralbearbeitungen. Schott, Mainz/London u. a., 1998, ISBN 3-7957-1854-6.
- Johann Sebastian Bachs Orgelwerke. Teil 3: Liturgie, Kompositionstechnik, Instrumente und Aufführungspraxis. Schott, Mainz/London u. a., 2000, ISBN 3-7957-1855-4.
- Bach, The Goldberg variations. Cambridge University Press, Cambridge 2001, ISBN 0-521-00193-5.
- The Life of Bach. Cambridge University Press, Cambridge 2004, ISBN 0-521-53374-0.
- J. S. Bach. Ein Leben in der Musik. Osburg, Berlin 2008, ISBN 978-3-940731-08-1.
- The King of Instruments. How the Organ Became Part of Western Culture. 2. Auflage. Richmond/VA 2012, ISBN 0-914399-44-6.
- Bach. A Musical Biography. Cambridge University Press, Cambridge 2016, ISBN 978-1-107-13925-1.